# 飯塚バイパス
飯塚バイパス（いいづかバイパス）は、福岡県直方市下境と飯塚市片島交差点を結ぶ国道200号のバイパス道路（4車線）。全線法定速度（最高速度60km/h）規制。
一般的に直方バイパスと合わせ、直方・飯塚バイパスと呼ばれる。

## 概要
2002年に直方バイパスが完成するまでは、起点の北九州方面から国道200号（現・国道211号）の北九州市八幡西区木屋瀬、直方市感田地区を抜け、一旦県道22号田川直方バイパスに入り、下境交差点から飯塚バイパスに入るという迂回をしなければならなかった。
2002年に直方バイパスが暫定完成し、飯塚バイパスに接続され、2005年には直方バイパスの完成4車線化工事が完了したことから、現在は北九州市よりの直通での利用が可能となっている。
全線が中央分離帯ありの4車線道路のため非常にスピードが出る道路だが、速度取り締まりが厳しく、飯塚市の新飯塚地区などにオービスが設置されている。飯塚市の鯰田・頴田地域の上り車線では白バイによる取締りが多く、下り車線では飯塚市の立岩地区（嘉穂東高校からの合流地点）で、パトカーによる一時停止違反の取締りが頻繁に行われている。
直方・飯塚バイパス全線開通後も、直方市街地を通り飯塚市水江交差点で飯塚バイパスと合流するまでの遠賀川沿いを走る旧道は、国道指定解除をせずに引き続き国道200号となっているが、地元利用者以外で通る車は少ないほか、国土交通省は当該区間の移管を計画している。

## 通過する自治体
- 福岡県
  - 直方市 - 飯塚市

## 主な接続道路
- 国道211号（飯塚市）
- 国道201号（飯塚市）
  - 八木山バイパス・飯塚庄内田川バイパス（飯塚市）